# Deah Baro
Deah Baro is een bestuurslaag in het regentschap Banda Aceh van de provincie Atjeh, Indonesië. Deah Baro telt 567 inwoners (volkstelling 2010).